# Jogos Píticos
Os Jogos Píticos foram uns dos jogos pan-helénicos da Antiga Grécia e realizavam-se de quatro em quatro anos em Delfos. A par com os jogos realizados em Olímpia foram antecessores dos modernos Jogos Olímpicos.
Os Jogos Píticos realizavam-se em honra a Apolo dois anos depois (e dois anos antes) dos Jogos Olímpicos e entre cada Jogos Nemeus e Ístmicos. Foram iniciados cerca do século VI a.C. e, ao contrário dos Jogos Olímpicos, também incorporavam competições de música e poesia. As competições de música e poesia são anteriores à parte atlética dos jogos, tendo começado, segundo a lenda, após Apolo ter matado e dividido o corpo da serpente Píton  e instalado o oráculo de Delfos. Fora essa diferença, os eventos eram semelhantes aos dos jogos Olímpicos, excepto por não haver corridas de carros com quatro cavalos.
Os vencedores das provas recebiam uma coroa de louros da cidade de Tempe na Tessália.

## Locais dos Jogos
Em frente ao Monte Parnaso, existia um teatro de um estádio, onde se realizavam os famosos Jogos Píticos; para atingi-lo subia-se 500 degraus.  Aí a juventude grega se entregava ao culto da saúde, da coragem e da beleza, de 4 em 4 anos, coincidindo, sempre, com o 3° ano, depois de cada olímpíada.

## Origem dos Jogos
Segundo Pausânias, os primeiros jogos consistiam apenas de cantar hinos ao deus. Os três primeiros vencedores foram o cretense Crisótemis, filho de Carmanor, Filamon e Tâmiris, filho de Filamon, porém Orfeu, um homem orgulhoso e secretivo, e Museu, que copiava Orfeu em tudo, se recusaram a competir.
Diz-se, que voltando Diomedes da guerra de Troia, em 1194 a.C., instituiu, em Delfos, os Jogos Píticos, em honra da Apolo, que matara a Serpente Pítia, celebrados de 8 em 8 anos; segundo outros fora o próprio Apolo que, em 582 a.C., instituiu-os para celebrar a sua vitória.  Porém, documentos desse mesmo ano nos informam terem sido instituídos pela Liga Anfietônica, realizando-se, com grande solenidade, na primavera.  Tanto que uma das principais funções da Liga de Delfos era dirigir:
- as festividades de Deméter, celebradas nas Termópilas, durante as colheitas;
- a proteção e vigilância do santuário délfico;
- dar maior incremento aos jogos Píticos.

Derrotados que foram os criseus, em 585, pelos anfitriões, as festas foram celebradas com mais opulência; daí passaram a realizar-se de quatro em quatro anos, à semelhança das Olimpíadas; foram os mais célebres e solenes depois destas, para as quais foi composto um hino guerreiro, o Pean.

## Provas
As competições constavam de:
No estádio:  Jogos ginásticos (corridas etc.); lançamento de flecha, de barra e a luta do pugilato; corrida de cavalos, à semelhança dos que se realizavam em Olímpia.
No teatro:  Concursos de poesia, de canto (recitações de hinos e poesias), de música (cítara e o aulo); dança de meninos em roda do altar que simbolizava a vitória de Apolo sobre a serpente.
Prêmios:  Em princípio constavam de bens materiais tais como: dinheiro, coroa de ouro, coroa de louro ou ramo de carvalho.
Vencedores píticos:  Píndaro, nas suas Odes Píticas, relacionou alguns vencedores:  Hieron de Etna, corrida de carros (tomou este 2° nome, em honra à cidade de Etna);  Arcesilas de Cirene, corrida de carros;  Megales de Atenas, corrida de quadrigas;  Aristómenes de Egina, luta;  Telesxicrato de Cirene, corrida armada.